# Coprosma kauensis
Coprosma kauensis là một loài thực vật có hoa trong họ Thiến thảo. Loài này được (A.Gray) A.Heller mô tả khoa học đầu tiên năm 1897.